# Autostrada A5 (Bulgaria)
Autostrada A5, denumită și Autostrada Marea Neagră (în bulgară Абтомагистрала Черно Море, transliterat: Avtomaghistrala Cerno More) este un proiect de autostradă din Bulgaria care leagă orașele-port Varna și Burgas de la Marea Neagră. Este parte a coridorului Paneuropean al VIII-a. În anul 2006 au fost construiți primii 10 km de autostradă de la podul Asparuhov din Varna până lângă satul Priselți rămânând 103 km de construit. După finalizarea autostrăzii „Marea Neagră” va fi redus semnificativ timpul de călătorie (mai ales în timpul verii). În prezent, fluxul principal de trafic între aceste orașe se concentrează pe tronsonul dintre stațiunile Nesebăr și Obzor. Autostrada urmează în final să se conecteze cu autostrada A2 „Hemus” la Varna și cu A1 „Tracia” la Burgas.

## Listă ieșiri
| Ieșire     | Km                | Destinații             | Starea        |
| ---------- | ----------------- | ---------------------- | ------------- |
|            | 0                 | Varna, podul Asparuhov | În exploatare |
|            | 2,6               | Asparuhovo             | În exploatare |
|            | 9,2               | Zvezdița               | În exploatare |
|            | 10,7              | Priselți               | În exploatare |
| 10,7 — 103 | Priselți — Vetren | Planificată            |               |
|            | 103               | Burgas                 | Planificată   |